# Sysyphus
Sysyphus is een muziekstuk van Pink Floyd. Het is gecomponeerd door keyboard-speler Richard Wright. Het verscheen op het studioalbum van Ummagumma. Het stuk is vernoemd naar Sisyphus, de Romeinse naam van een figuur uit de Griekse mythologie.

## Structuur
Sysyphus is onderverdeeld in vier stukken.

### Deel 1
Een dreigende, harde orgelmelodie wordt herhaaldelijk gespeeld, begeleid door dreigende, zware drums. De laatste noten worden vertraagd gespeeld, waarmee het eerste deel eindigt. Dit wordt begeleid met harde slagen op de bekkens.

### Deel 2
Deel 2 en deel 1 lopen in elkaar over. Deel 2 begint als een gevoelig pianostuk. Naarmate het nummer vordert wordt de pianomuziek steeds harder, dreigender en verliest het zijn melodie. Op een gegeven moment komen er ook hihats bij. Ten slotte wordt de laagste noot op de piano een aantal keer hard aangeslagen. Het deel eindigt met het uitklinken van die toon.

### Deel 3
Deel 3 bestaat uit een serie vreemde geluiden. Er wordt op pianosnaren geslagen en er zijn verhoogde stemmen te horen. Er is ook een snare drum in dit deel te horen die zonder ritme wordt bespeeld. Op het eind komen alle geluiden bij elkaar en vormen zo de climax van deel 3. Het nummer eindigt met de echo's van de laatste geluiden.

### Deel 4
Een aantal zachte, hoge orgeltonen wordt herhaaldelijk gespeeld in traag tempo. Op de achtergrond zijn fluitende vogels en een stromende rivier te horen. Dit gaat 3 minuten zo door, wat een onheilspellende indruk geeft op de luisteraar. Vervolgens wordt de orgelmuziek zachter om ten slotte te verdwijnen. Een paar seconden lang zijn de vogels en de rivier nog te horen. Dan wordt er, uit het niets, een zeer hard, dreigend orgelakkoord aangeslagen, dat gevolgd wordt door harde bekkens. Als dit voorbij is, is er een lage, dreigende orgeltoon te horen. Dit gaat steeds hoger, wat een opbouwende werking heeft. Tijdens dit opbouwende orgelspel zijn er andere geluiden te horen (willekeurige pianotonen, verhoogde stemmen). Hierdoor ontstaat een kakofonie, waarin Wright het kerstnummer Silent Night (Stille Nacht) verwerkt. Wanneer deze kakofonie een hoogtepunt bereikt, is het orgelspel uit deel 1 weer te horen. Eerst is dit op de achtergrond, maar daarna is alleen nog het orgelspel te horen. Dit herhaalt zich enkele keren en eindigt op dezelfde manier als deel 1. Met dit deel eindigt Sysyphus.

## Muzikanten
Richard Wright - orgel, piano, basgitaar, drums, percussie, stemmen